# یاقوت کبود
یاقوتِ کبود، نیلَم یا سَفایِر (به انگلیسی: Sapphire) یک گوهر گران‌بها، و گونه‌ای از کُرُندوم (کُرَندُن) است، که متشکل از اکسید آلومینیم (α-Al2O3) با مقادیر کمی از عناصر مانند آهن، تیتانیم، کروم، وانادیم یا منیزیم است. رنگ این سنگ به‌طور معمول آبی است، اما یاقوت کبود طبیعی «فانتزی» در رنگ‌های زرد، بنفش، نارنجی و سبز نیز وجود دارد. «پارتی سفایر» دارای دو یا چند رنگ است. کرندوم‌های سرخ نیز وجود دارند اما به آنها یاقوت می‌گویند نه یاقوت کبود. کرندوم صورتی‌رنگ ممکن است به عنوان یاقوت یا یاقوت کبود طبقه‌بندی شود. معمولاً یاقوت کبودِ طبیعی، برش داده می‌شود و به صورت سنگ‌های قیمتی صیقل داده می‌شود و در زیورسازی به کار می‌رود. یاقوت کبود را می‌توان به‌طور مصنوعی در آزمایشگاه‌ها برای هدف‌های صنعتی یا تزیینی در بول‌های بزرگ کریستالی (Boule) ایجاد کرد. به دلیل سختی قابل توجه آن - ۹ در مقیاس موس (سومین مادهٔ معدنی سخت، بعد از الماس با ۱۰ و مویسانیت با ۹٫۵) - از یاقوت کبود در برخی از کاربردهای غیرتزیینی نیز استفاده می‌شود؛ مانند اجزای نوری فروسرخ، پنجره‌های با دوام بسیار بالا، یاتاقان اجزای ساعت مچی و ویفرهای الکترونیک بسیار نازک، که از آنها به عنوان عایق بسترهای مخصوص تجهیزات الکترونیک حالت-جامد مانند مدارهای مجتمع و LEDهای آبی مبتنی بر GaN بهره گرفته می‌شوند.

## انواع رنگ نیلم (یاقوت کبود)
آبی، رنگ اصلی نیلَم است.
1. نیلم آبی: در سریلانکا نیلم آبی روشن‌تر و بیشتر بنفش آبی با ظاهری درخشنده وجود دارد و در سایر مناطق کامبوج (پایلین) و میانمار نیز سنگ‌های همسانی وجود دارد.
2. نیلم آبی بنفش: رنگ آبی مایل به بنفش در نیلم‌های میانمار و سریلانکا دیده می‌شود.
3. نیلم آبی شیری: این رنگ از نیلم فقط در کشمیر، هندوستان و تایلند یافت می‌شود. به دلیل ذرات ریز فراوان موجود در آنها و پراکندگی نور توسط آنها، از نظر ظاهری نیلم‌هایی با رنگ آبی–شیری مقداری «خواب‌آلود» اند.
4. نیلم آبی جوهری‌رنگ: نیلم تیره‌رنگ، آبی–سیاه معمولاً از استرالیا، تایلند، نیجریه، چین و ویتنام می‌آیند. ته‌رنگ عالی و سیری‌رنگ دارند ولی پردهٔ رنگ آنها تیره است. نوارهای واضح هِگزاگُنال اغلب مشخصهٔ این گوهر است.
5. نیلم آبی–سبز: این نوع رنگ برای نیلم با اندکی رنگ سبز می‌باشد. نیلم‌های استرالیا، نیجریه و برخی مناطق تایلند ممکن است این مشخصه را نشان دهند.

## ذخایر یاقوت کبود در جهان

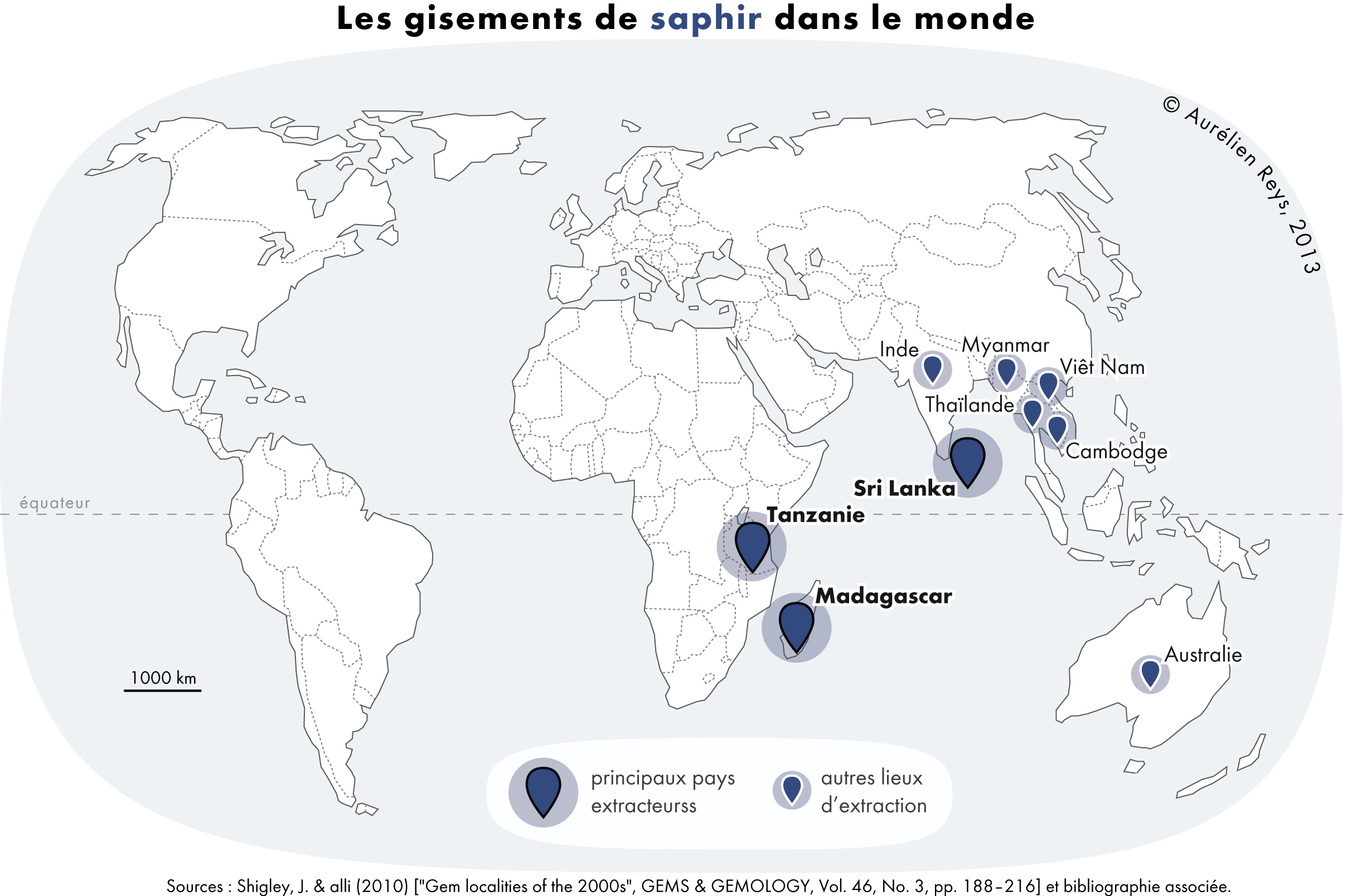
منطقه‌های اصلی یاقوت کبود

کان‌های مهم سنگ یاقوت کبود عبارت اند افغانستان، استرالیا، میانمار، سریلانکا، تاجیکستان، تانزانیا، هندوستان (کشمیر)، تایلند و در نهایت ماداگاسکار که یکی از غنی‌ترین آنها می‌باشد. البته کان‌های کم‌اهمیت‌تری نیز در کشورهای برزیل، کامبوج، کنیا، مالاوی، زیمبابوه، ایالات متحده و فنلاند یافت می‌شود.

### کاربرد سنگ یاقوت کبود
یاقوت کبود بیشتر در زیورسازی کاربرد دارد اما با توجه به سختی بسیار بالا کاربردهای صنعتی هم دارد. یاقوت (چه یاقوت سرخ و چه یاقوت کبود و به‌طور کلی اکسید آلومینیم) سخت‌ترین ماده پس از الماس و مویسانیت شمرده می‌شوند و سختی آن‌ها بر اساس مقیاس سختی موس ۹ است. از کاربردهای غیرتزیینی این سنگ می‌توان به دوربین‌های فروسرخ (دید در شب و دید گرمایی)، پنجره‌های بسیار مقاوم، در برخی موارد در استایلوس دستگاه‌های اندازه‌گیری دقیق (CMM) و برخی کاربردهای خاص در صنایع الکترونیک اشاره کرد.

### مشهورترین و بزرگ‌ترین یاقوت‌های کبود جهان
- در سال ۱۹۶۶، یک سنگ یاقوت کبود ستاره‌ای ۶۳٬۰۰۰ قیراطی با وزن ۱۲٫۶ کیلوگرم در برمه (میانمار) یافت شد.
- بزرگترین یاقوت کبود که تا به حال تراشیده شده مربوط به یک یاقوت کبود Millenium Sapphire با وزن ۶۱٬۵۰۰ قیراطی است که در سال ۱۹۹۵ در ماداگاسکار یافت شده‌است.
- «ستارهٔ هند» با وزن ۵۳۶ قیراط بزرگ‌ترین یاقوت کبود با تراش ستاره‌ای در موزهٔ تاریخ طبیعی نیویورک.
- یاقوت کبود لوگان به وزن ۴۲۳ قیراط
- یاقوت کبود «ستارهٔ آسیا» (Star Of Asia) به وزن ۳۳۰ قیراط در موزهٔ اسمیتسونین واشینگتن
- «ستارهٔ نیمه‌شب» به وزن ۱۱۶ قیراط که در آمریکا در موزه نگهداری می‌شوند.[۳]
- دو نگین یاقوت کبود به نام‌های «ادوارد» و «استوارت» در تاج پادشاهی انگلستان وجود دارد که از یاقوت‌های معروف اند.